# Julia Lier
Julia Lier (* 11. November 1991 in Ludwigsfelde) ist eine ehemalige deutsche Ruderin.

## Karriere
Lier begann 2002 mit dem Rudern in der Merseburger Rudergesellschaft. Ihren ersten internationalen Erfolg konnte Lier bei den Junioren-Weltmeisterschaften 2008 in Ottensheim erringen, wo sie Gold im Doppelvierer gewann. Bei den Junioren-Weltmeisterschaften 2009 gewann sie ebenfalls Gold, dieses Mal aber im Doppelzweier. In den darauffolgenden Jahren gewann sie drei U23-Weltmeistertitel, 2010 und 2011 im Doppelvierer und 2012 im Einer.
Seit 2011 wurde Lier auch in der offenen Altersklasse beim Ruder-Weltcup eingesetzt; ihre erste internationale Meisterschaftsteilnahme absolvierte sie bei den Europameisterschaften 2012 im Einer. In der Folgesaison bildete sie mit Mareike Adams einen Doppelzweier und gelangte ins Finale der Weltmeisterschaften. 2014 belegte sie im Doppelvierer den zweiten Platz bei den Europameisterschaften und wurde zusammen mit Carina Bär, Lisa Schmidla und Annekatrin Thiele Weltmeister im Doppelvierer bei den Weltmeisterschaften in Amsterdam. 2015 trat Julia Lier wieder mit Mareike Adams im Doppelzweier an, die beiden gewannen bei den Weltmeisterschaften 2015 die Bronzemedaille hinter den Booten aus Neuseeland und aus Griechenland. Bei den Ruder-Europameisterschaften 2016 erhielten Adams und Lier die Silbermedaille hinter dem Boot aus Belarus. Vor den Olympischen Sommerspielen kehrte Julia Lier in den Doppelvierer zurück. Bei den Olympischen Spielen 2016 gewannen Thiele, Bär, Lier und Schmidla die Goldmedaille vor den Niederländerinnen. Für ihre sportlichen Erfolge wurde Lier am 1. November 2016 von Bundespräsident Gauck mit dem Silbernen Lorbeerblatt ausgezeichnet.
2017 startete Julia Lier nicht international, 2018 belegte sie mit einer Art B-Mannschaft den neunten Platz im Doppelvierer bei den Europameisterschaften. 2019 trat der deutsche Doppelvierer bei den Europameisterschaften in Luzern in der Besetzung Michaela Staelberg, Julia Lier, Franziska Kampmann und Frieda Hämmerling an, diese Mannschaft gewann den Titel vor den Niederländerinnen.
Lier startete unterdessen für die Hallesche Rudervereinigung Böllberg/Nelson. Sie ist 1,82 m groß und hat ein Wettkampfgewicht von rund 75 kg.
Am 9. Januar 2020 gab die 28-jährige Julia Lier, sechseinhalb Monate vor den Olympischen Sommerspielen, ihren Rücktritt vom aktiven Rudersport bekannt. Der Grund seien die Nachwirkungen einer Stressfraktur an der sechsten Rippe, die hohe Trainingsbelastungen nicht zuließen. Lier gibt dem Deutschen Ruderverband eine Mitschuld.

## Privates
Julia Lier war Sportsoldatin und machte eine Ausbildung zur Physiotherapeutin. Vor den Olympischen Sommerspielen 2016 in Rio de Janeiro ließ sich Lier gemeinsam mit der Schwimmerin Isabelle Härle, der Radsportlerin Nadja Pries, der Tischtennisspielerin Petrissa Solja und der aus Verletzungsgründen nicht in Rio startenden Stabhochspringerin Katharina Bauer in der deutschen Ausgabe des Playboy mit einer Fotoserie porträtieren.